# Берёзовка (сельское поселение Берёзовка)
Берёзовка — село в Елховском районе Самарской области России. Административный центр сельского поселения Берёзовка.

## География
Село находится в северной части Самарской области, в лесостепной зоне, при автодороге 36Н-176, на расстоянии примерно 9 км (по прямой) к западу-северо-западу (WNW) от села Елховка, административного центра района. Абсолютная высота — 151 м над уровнем моря.
Климат
Климат характеризуется как умеренно континентальный. Среднегодовая температура воздуха — 4 °С. Средняя температура воздуха самого тёплого месяца (июля) — 26,3 °C (абсолютный максимум — 39 °C); самого холодного (января) — −12,8 °C (абсолютный минимум — −48 °C). Снежный покров держится в течение 150 дней.
Часовой пояс
Село Берёзовка, как и вся Самарская область, находится в часовой зоне МСК+1. Смещение применяемого времени относительно UTC составляет +4:00.

## Население
| 1859 | 1889  | 1897  | 1910  | 2010 |
| ---- | ----- | ----- | ----- | ---- |
| 709  | ↗1149 | ↘1134 | ↗1487 | ↘740 |

Половой состав
По данным Всероссийской переписи населения 2010 года в гендерной структуре населения мужчины составляли 47,4 %, женщины — соответственно 52,6 %.
Национальный состав
Согласно результатам переписи 2002 года, в национальной структуре населения русские составляли 68 % из 750 чел.